# Тренін Дмитро Віталійович
Дмитро Віталійович Тренін (нар. 11 вересня 1955, Москва, СРСР) — радянський і російський  політолог, військово-політичний експерт-аналітик. Генерал-майор, за іншими даними полковник ГРУ у відставці, кандидат історичних наук; член російської Ради із зовнішньої та оборонної політики. Директор Московського центру Карнегі (2008—2022). Один з провідних ідеологів російської великодержавної політики.

## Біографія
У 1973—1993 роках служив у Збройних Силах СРСР та Російської Федерації.
1977 року закінчив Військовий інститут Міністерства оборони СРСР у Москві.
У 1978—1983 роках — офіцер зв'язку у відділі зовнішніх відносин Групи радянських військ у Німеччині (Потсдам).
У 1983—1993 роках — старший викладач Військового інституту МО СРСР.
У 1984 році в Інституті США та Канади АН СРСР під науковим керівництвом доктора історичних наук Ю. П. Давидова захистив дисертацію на здобуття наукового ступеня кандидата історичних наук на тему «Політика США щодо Західного Берліна (70-ті — 80-ті рр.)» (спеціальність 07.00.05 — історія міжнародних відносин та зовнішньої політики) .
У 1985—1991 роках — співробітник делегації СРСР на радянсько-американських переговорах щодо ядерних та космічних озброєнь у Женеві.
У 1993 році — старший науковий співробітник Військового коледжу НАТО, Рим.
У 1993—1997 роках — старший науковий співробітник Інституту Європи РАН.
У 1993—1994 роках — запрошений професор Вільного університету Брюсселя.
У 1994—2008 роках — голова наукової ради, провідний науковий співробітник, голова програми «Зовнішня політика та безпека» Московського центру Карнегі.
Член створеного у 2011 році президентським указом Дмитра Медведєва РСМД.
У 2008—2022 роках — директор Московського центру Карнегі.
З 2022 року працює в НДУ ВШЕ. Професор-дослідник факультету світової економіки та світової політики. Директор з науки, а потім науковий керівник Інституту світової військової економіки і стратегії факультету світової економіки і світової політики НДУ ВШЕ.

## Політичні погляди
Позитивно оцінював президентство Володимира Путіна, позиціонуючи альтернативою режиму його особистої влади олігархію або хаос".
У ході виступу на XXX Асамблеї Ради із зовнішньої та оборонної політики у травні 2022 року підтримав російське вторгнення в Україну (щодо якого раніше сумнівався, бо воно спричинить «великі людські та фінансові втрати» і «величезний ризик для самої Росії») і безпосередньо закликав Росію до війни із Заходом. Називав Захід «ворогом» і охарактеризував «стратегічний успіх в Україні» як «найважливіше завдання» Росії. Заявляв, що вже не має значення, чи було вторгнення правильним рішенням, і що тепер йому потрібно підтримати свою країну у «війні між Росією та Заходом». Росіяни, які виїхали і виступали проти війни, на його думку зробили вибір «виступити проти своєї країни, проти свого народу».

## Санкції
7 січня 2023 року, через вторгнення Росії в Україну, внесено до списку санкцій України, передбачається блокування активів на території країни, призупинення виконання економічних та фінансових зобов'язань, припинення культурних обмінів та співробітництва, позбавлення українських держнагород.

## Про нього
Колишній офіцер радянської закордонної розвідки Юрій Швець вважає Треніна одним з найбільш кваліфікованих російських військово-стратегічних експертів, видатним аналітиком та діючим офіцером «резерву» російських спецслужб (ГРУ), який постійно використовується керівництвом Кремля як канал проведення активних заходів на Заході — з ціллю доведення до керівництва США та НАТО поза офіційних дипломатичних каналів ситуації щодо позиції, цілей та інтересів Кремля.

## Публікації

### Авторські роботи
- Новый баланс сил. Россия в поисках внешнеполитического равновесия — М. вид-во Alpina Publisher, 2021, с. 472, ISBN = 978-5-9614-5970-8
- What Is Russia Up to in the Middle East? Cambridge, 2018.
- Should We Fear Russia. Cambridge , 2017.
- Россия и мир в XXI веке. — М.: Эксмо, 2015
- Мир безусловный: Евро-Атлантика XXI века как сообщество безопасности. М.: Московский Центр Карнеги, РОССПЭН, 2013
- Post-imperium: евразийская история. М.: РОССПЭН, 2012
- Одиночное плавание. М.: Московский Центр Карнеги, Изд-во Р. Элинина, 2009. — 182 с.
- Getting Russia Right. Washington, 2007.
- Интеграция и идентичность: Россия как «новый Запад». М., 2006.
- Russia's Restless Frontier: The Chechnya Factor in Post-Soviet Russia. Washington, Carnegie Endowment, 2003.
- Время Юга: Россия в Чечне, Чечня в России (совместно с Алексеем Малашенко). Моск. Центр Карнеги. — М.: Гендальф, сентябрь 2002.
- A Strategy for Stable Peace (совместно с Джеймсом Гудби, Петрусом Бувалда). Washington: U.S. Institute of Peace, 2002.
- The End of Eurasia: Russia in the Border Between Geopolitics and Globalization.М.: Моск. Центр Карнеги, Интердиалект+, март 2001; Washington, 2002.(англ.)
- Россия и Соединённые Штаты в системе Североевропейской безопасности (совместно с Питером Ван Хамом). Финский институт международных отношений — Институт Европейской политики, 2000 (англ.)
- Китайская проблема России. Моск. Центр Карнеги. — М., август 1998.
- Балтийский шанс: Страны Балтии, Россия и Запад в складывающейся Большой Европе. Моск. Центр Карнеги. — М., ноябрь 1997.
- Трансатлантическая и евразийская безопасность: перспективы мирных операций по поддержанию и установлению мира. Военный колледж НАТО, Рим, 1993 (англ.)

### Книги за редакцією
- The Russian Military: Power and Policy (with Steven Miller), 2004.
- Ambivalent Neighbors. The EU, NATO and the Price of Membership (with Anatol Lieven). Washington: Carnegie Endowment, 2002.
- Россия и основные институты безопасности в Европе: вступая в XXI век. Моск. Центр Карнеги. — М.: S&P, июнь 2000.
- Косово: международные аспекты кризиса (совместно с Е. Степановой). Моск. Центр Карнеги. — М.: Гендальф, июнь 1999.
- Содружество и независимость в постсоветской Евразии (совместно с Б. Коппитерсом, А. Зверевым). Frank Cass, Лондон, 1998. (англ.)
- Россия в мировой торговле оружием: стратегия, политика, экономика (совместно с Э. Дж. Пьером); Моск. Центр Карнеги. — М., июль 1996.
- The Challenges of Transition (2011).

## Зноски
1. 1 2 3  https://carnegie.ru/experts/489
2. ↑  Андрій Піонтковський: Генерал-майор ГРУ, глава  московского центра Карнеги Тренин -бесценное оружие Кремля в  гибридной войне с Западом. [Архівовано 2022-03-27 у Wayback Machine.] — Twitter, 4.12.2016
3. 1 2  Юрій Швець: Москва готовится к стратегическому поражению [Архівовано 2023-01-19 у Wayback Machine.](рос.) 18.01.2023
4. ↑  Тренин, Дмитрий Витальевич. Политика США в отношении Западного Берлина (70-е — 80-е гг.): дисс. … канд. ист. наук : 07.00.05. — Москва, 1983. — 212 c.
5. ↑  РСМД: Дмитрий Витальевич Тренин. Архів оригіналу за 22 лютого 2022. Процитовано 22 лютого 2022.
6. ↑  Биография Д. Тренина на сайте Московского центра Карнеги. Архів оригіналу за 6 лютого 2015. Процитовано 27 грудня 2014.
7. ↑  Коммерсантъ: «Россия будет находиться в состоянии конфронтации с Западом еще довольно длительное время» — Директор Московского центра Карнеги Дмитрий Тренин о новом балансе сил в мире [Архівовано 2022-03-22 у Wayback Machine.]. 2.6.2021
8. ↑  Архівована копія. Архів оригіналу за 19 січня 2023. Процитовано 1 грудня 2022.{{cite web}}:  Обслуговування CS1: Сторінки з текстом «archived copy» як значення параметру title (посилання)
9. ↑  Политика и обстоятельства. Способны ли мы сохранить страну и развивать её дальше. Россия в глобальной политике. 20 травня 2022. Архів оригіналу за 8 червня 2022. Процитовано 8 червня 2022.
10. ↑  На языке империи. Вадим Штепа – о семантическом подвиге. Радио Свобода. 3 червня 2022. Архів оригіналу за 8 червня 2022. Процитовано 8 червня 2022.
11. ↑  ТРЕНІН Дмитро Віталійович - біографія, досьє, активи | Війна і санкції. sanctions.nazk.gov.ua (укр.). Архів оригіналу за 4 квітня 2023. Процитовано 4 квітня 2023. [Архівовано 2023-04-04 у Wayback Machine.]
12. ↑  УКАЗ ПРЕЗИДЕНТА УКРАЇНИ №4/2023 Про рішення Ради національної безпеки і оборони України від 6 січня 2023 року "Про застосування та внесення змін до персональних спеціальних економічних та інших обмежувальних заходів (санкцій)". Архів оригіналу за 7 січня 2023. Процитовано 4 квітня 2023.